# Daniel Maichel

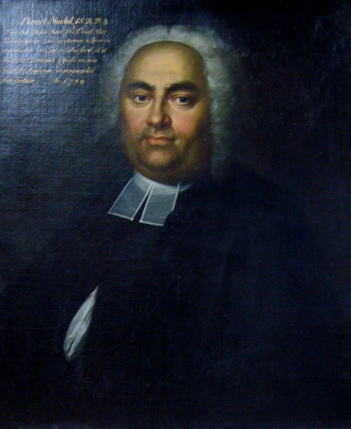
Porträt des Daniel Maichel auf einem Gemälde von Wolfgang Dietrich Majer aus der Sammlung der Tübinger Professorengalerie

Daniel Maichel (* 14. August 1693 in Stuttgart; † 20. Januar 1752 in Königsbronn) war ein deutscher Professor für Philosophie und Evangelische Theologie, der Logik und der Physik sowie der Rechte und der Politik.

## Leben und Wirken
Daniel Maichel studierte in Tübingen zunächst die Freien Künste mit dem Erwerb des Magistergrades im Jahre 1713, darauf Evangelische Theologie,    und bekam später eine Repetentenstelle in dem dortigen theologischen Stift. Von dem Herzog von Württemberg unterstützt, reiste er 1718 durch die Schweiz, Frankreich, England, Holland und Deutschland. In Lyon bekam er durch seine Dissertation „de origine rerum possibilium“  die Ehre, von der dortigen Gesellschaft der Wissenschaften, die sich unter dem Vorsitz des Erzbischofs Camille de Neufville de Villeroy regelmäßig versammelte, als Mitglied aufgenommen zu werden. Auch der Erzbischof von Canterbury William Wake nahm ihn als Mitglied der Society for the Propagation of the Gospel in Foreign Parts auf und gewährte ihm außerdem über vier Monate freie Kost und Wohnung in seinem Palast.
Eine willkommene Gelegenheit zu einer zweiten Reise nach Frankreich und Italien ergab sich für ihn als Begleiter zweier Grafen von Grävenitz. Nach seiner Rückkehr erhielt er 1724 eine ordentliche Professur der Philosophie an der Universität Tübingen Bald danach wurde er zum außerordentlichen Professor der Theologie und zum Abendprediger ernannt. Seit dem Jahr 1726, in dem er Professor der Logik und Physik wurde, hielt er über die genannten wissenschaftlichen Fächer und späterhin über Moral Vorlesungen. Er erwarb 1730 die theologische Doktorwürde. Vier Jahre später wurde er Pädagogiarch der Schulen des oberen Herzogtums Württemberg. 1739 wurde er Professor der Rechte und der Politik und 1749, als sich die Abnahme seiner Kräfte bereits immer deutlicher zeigte, Abt im evangelischen Kloster Königsbronn. Dort starb er, allgemein geschätzt wegen seiner gründlichen und vielseitigen Gelehrsamkeit in der Theologie, Philosophie und Literaturgeschichte.